# Chrysopa gibeauxi
Chrysopa gibeauxi är en insektsart som först beskrevs av Pierre Leraut 1989.  Chrysopa gibeauxi ingår i släktet Chrysopa och familjen guldögonsländor. Inga underarter finns listade i Catalogue of Life.